# Strugi (Wieloborowice)
Strugi – część wsi Wieloborowice w Polsce, położona w województwie świętokrzyskim, w powiecie starachowickim, w gminie Pawłów.
W latach 1975–1998 Strugi administracyjnie należały do województwa kieleckiego.
Wierni Kościoła rzymskokatolickiego należą do parafii Parafia św. Małgorzaty w Chybicach.